# Kamerconcert nr. 13 voor hobo, altviool en kamerorkest
Kamerconcert nr. 13 voor hobo, altviool en kamerorkest is een compositie van Vagn Holmboe.
Naast een hele reeks symfonieën en strijkkwartetten schreef Holmboe ook een reeks concerto's. Een groot deel daarvan kreeg een volgnummer mee, maar bijvoorbeeld zijn Tubaconcert niet.
Holmboe schreef een werk, waarbij de beoogde solo-instrumenten eigenlijk alleen samen te horen zijn. Desalniettemin begint het werk in deel 1 (Allegro moderato) met een solo voor de altviool gevolgd door een melodielijn in de hobo. In deel 2 (Andante tranquillo) zijn de “solisten” dan samen te horen in de middensectie is voornamelijk het orkest aan het woord; het slot geeft weer ruimte aan de “solisten”.  In deel 3 (Allegro) zijn beide “solisten” in unisono te horen. Het is ook het enige deel waarin de hobo als solo-instrument optreedt.
Het concert ging op 6 november 1958 in première in een uitvoering van het gemeentelijk orkest van Randers (Randers Byorkester) onder leiding van Lavard Friisholm.
Orkestratie:
- 1 dwarsfluiten, 1 hobo, 1 klarinet, 1 fagot
- 2 hoorns
- violen, altviolen, celli, contrabassen

Concerto’sAltvioolconcert · Celloconcert · Concert voor blokfluit, strijkinstrumenten, celesta en vibrafoon · Concert voor orkest · Fluitconcert nr. 1 · Fluitconcert nr. 2 · Tubaconcert · Vioolconcert nr. 1 · Vioolconcert nr. 2
Kamerconcerto’sKamerconcert nr. 1 voor piano, strijkinstrumenten en pauken · Kamerconcert nr. 2 voor fluit, viool, strijkinstrumenten en percussie · Kamerconcert nr. 3 voor klarinet en kamerorkest · Kamerconcert nr. 4 voor pianotrio en kamerorkest · Kamerconcert nr. 5 voor altviool en kamerorkest · Kamerconcert nr. 6 voor viool en kamerorkest · Kamerconcert nr. 7 voor hobo en kamerorkest · Kamerconcert nr. 8 voor orkest · Kamerconcert nr. 9 voor viool, altviool en kamerorkest · Kamerconcert nr. 10 · Kamerconcert nr. 11 voor trompet en orkest · Kamerconcert nr. 12 voor trombone en orkest · Kamerconcert nr. 13 voor hobo, altviool en kamerorkest